# Oldenburg Hauptbahnhof
Oldenburg Hauptbahnhof – główny dworzec kolejowy Oldenburga, w kraju związkowym Dolna Saksonia, w Niemczech. Stacja została otwarta 15 czerwca 1867. Znajdują się tu 4 perony. Według klasyfikacji Deutsche Bahn jest dworcem 2 kategorii.

## Historia
Kolej dotarła do stolicy Wielkiego Księstwa Oldenburga wraz z otwarciem linii kolejowej do Bremy, które miało miejsce 15 lipca 1867 roku. W tym samym roku 3 września rozpoczęto przewozy na linii kolejowej do Wilhelmshaven. Dwa lata później, 15 czerwca 1869 zostało otwarte połączenie do Leer, a w 1875 roku do Osnabrück.
Pierwszy dworzec kolejowy w Oldenburgu planowano zbudować przy dzisiejszym Cäcilienplatz. W 1868 roku okazało się, że zaplanowana inwestycja z uwagi na rosnący ruch pasażerski będzie zbyt mała. Dlatego też projekt ten nie został nigdy zrealizowany. Zamiast tego, przez dwanaście lat jako dworzec służył przerobiony budynek dworca towarowego. 21 maja 1879 roku został otwarty dworzec główny, który znajdował się w okolicy Pferdemarkt. W tym samym miejscu stoi obecny dworzec. Został on zaprojektowany jako neogotycki budynek przez słynnego architekta Conrada Wilhelma Hase.
Obecna budowla dworcowa została otwarta 3 sierpnia 1915 roku, po czterech latach budowy. Dzień później dworzec wizytował wraz z córkami Wielki Książę Fryderyk August Oldenburg. Budynek powstał według projektu Friedricha Metteganga i przedstawia wpływy architektury secesyjnej oraz modernistycznej.
21 kwietnia 1945 roku podczas nalotów na Oldenburg dworzec został poważnie uszkodzony. W 1961 roku zawieszono ruch pasażerski na linii kolejowej do Brake. W roku 1992 linia kolejowa do Leer została zelektryfikowana. 5 listopada 2000 roku przewozy pasażerskie na liniach do Wilhelmshaven i Osnabrück zostały przejęte przez NordWestBahn. W tym samym roku po północnej stronie dworca został otwarty centralny dworzec autobusowy (ZOB).

## Tory
| Tory  | Kierunek jazdy                   | Rodzaj pociągu              |
| Tor 1 | Brema, Hanower                   | Regional-Express            |
| Tor 2 | Tor przelotowy                   | Towarowe                    |
| Tor 3 | Brema, Hanower, Monachium, Lipsk | ICE, InterCity              |
| Tor 4 | Osnabrück                        | NordWestBahn                |
| Tor 5 | Wilhelmshaven                    | NordWestBahn                |
| Tor 6 | Leer, Emden                      | InterCity, Regional-Express |
| Tor 7 | Brema                            | RegionalBahn                |
| Tor 8 | Wszystkie kierunki               | Inne pociągi                |

## Połączenia
- Berlin-Gesundbrunnen
- Bremen Hauptbahnhof
- Cottbus
- Emden Außenhafen
- Emden Hauptbahnhof
- Esens
- Hannover Hauptbahnhof
- Hude (Oldenburg)
- Leipzig Hauptbahnhof
- Magdeburg Hauptbahnhof
- München Hauptbahnhof
- Norddeich
- Norddeich Mole
- Osnabrück Hauptbahnhof
- Wilhelmshaven Hauptbahnhof